# Marco Sánchez Yacuta
Marco Antonio Sánchez Yacuta (* 10. Mai 1972 in Mexiko-Stadt) ist ein ehemaliger mexikanischer Fußballspieler auf der Position des linken Außenverteidigers.

## Leben

### América
Sánchez Yacuta begann seine Profikarriere in der Saison 1992/93 bei seinem „Heimatverein“ América, für den er sein Debüt in der mexikanischen Primera División am 10. Oktober 1992 gleich über die volle Distanz von neunzig Minuten bei der 1:3-Auswärtsniederlage gegen den CF Monterrey feierte. Insgesamt kam er in dieser Saison zu neun Erstligaeinsätzen und wurde in der kommenden Spielzeit an die UAT Correcaminos ausgeliehen, bei denen er jedoch nur zwei Einsätze absolvierte. Die darauffolgende Saison 1994/95 verbrachte er in Diensten des Puebla FC, bei dem er 23 Einsätze absolvierte und drei Tore erzielte. Für die Saison 1995/96 wurde Sánchez, der bei den Camoteros seinen Durchbruch geschafft hatte, zum Club América zurückgeholt, für den er in den darauffolgenden sechs Spielzeiten 179 Erstliga-Einsätze absolvierte, aber – im Gegensatz zu seiner „torhungrigen“ Zeit in Puebla – keinen einzigen Treffer erzielte.

### Pachuca
Vor der Saison 2001/02 wurde er vom CF Pachuca verpflichtet, mit dem er gleich in seiner ersten Halbsaison, dem Torneo Invierno 2001, erstmals die mexikanische Fußballmeisterschaft gewann. Weitere Titel folgten 2002 mit dem Gewinn des CONCACAF Champions’ Cup und 2003 mit einem weiteren Meistertitel in der Apertura 2003. Seinen letzten Erstligaeinsatz bestritt Sánchez Yacuta am 13. November 2004 ausgerechnet bei der 1:4-Niederlage beim CF Monterrey, gegen den er zwölf Jahre vorher sein Debüt gegeben hatte.

### Zweite Liga
Als das Leistungsvermögen des inzwischen 32 Jahre alten Spielers Ende 2004 allmählich nachgelassen hatte, bestritt er im ersten Halbjahr 2005 insgesamt 19 Ligaspiele für das Filialteam Pachuca Juniors, bevor er seine aktive Laufbahn in der Saison 2005/06 beim seinerzeitigen Zweitligisten Indios de Ciudad Juárez ausklingen ließ.

### Nationalmannschaft
1996 kam Sánchez für die mexikanische Nationalmannschaft zu zwei Testspieleinsätzen: zunächst am 7. Februar 1996 bei der 1:2-Niederlage in Chile sowie am 18. Mai 1996 beim 5:2-Sieg gegen die Slowakei.

## Erfolge
- Mexikanischer Meister: Invierno 2001, Apertura 2003
- CONCACAF Champions’ Cup: 2002